# مینولا (نیویورک)
مینولا، نیویورک (به انگلیسی: Mineola, New York) یک شهرک در ایالات متحده آمریکا است که در شهرستان ناساو، نیویورک واقع شده‌است.

## خصوصیات
مینولا ۴٫۸ کیلومترمربع مساحت و ۱۸٬۷۹۹ نفر جمعیت دارد و ۳۳ متر بالاتر از سطح دریا واقع شده‌است.